# Reserva nacional Pacaya-Samiria
La Reserva Nacional Pacaya-Samiria (RNPSA) es un área natural protegida del Perú ubicada en el departamento de Loreto en la Amazonia. Con una superficie de 2 080 000 ha (20 800 km²) es la Reserva Nacional más extensa del Perú, la tercera área natural protegida del país (luego de la Reserva Nacional Dorsal de Nasca y el Parque Nacional Alto Purús) y la cuarta área protegida de toda América del Sur. Asimismo, es el área protegida de Amazonía inundable (ecosistema conocido como várzea) más extensa de Sudamérica, debido a ello fue designada sitio RAMSAR el 28 de agosto de 1986. Según las categorías de áreas protegidas de la UICN, tiene la consideración de «Área protegida de recursos gestionados» (VI).
La RNPSA Junto a la cercana Reserva Tamshiyacu-Tahuayo conforma un hotspot de biodiversidad en la selva amazónica.
La extensión de la reserva representa el 1.5% del territorio peruano y el 6% de la región Loreto, asimismo, es algo mayor que la superficie de Eslovenia y comparable al 50% del territorio de Dinamarca, Suiza, Países Bajos o Costa Rica o el 23% de Portugal, lo que asegura la representatividad ecológica y genética de la región.
Comprende 234 centros poblados con aproximadamente 40 mil personas viviendo dentro del área y 50 mil en la zona de amortiguamiento. Existen 56 comunidades nativas afiliadas a las organizaciones indígenas: AIDECOS, AIDEMA, ACOIBAHM, ADECOP y ACODECOSPAT. Tanto la población nativa (perteneciente a la etnia cocama-cocamilla), como la mestiza, subsisten del aprovechamiento de los recursos naturales de la reserva.

## Historia
Según el Plan Maestro de la Reserva Nacional Pacaya Samiria, elaborado por el Instituto Nacional de Recursos Naturales (INRENA), entidad estatal que estaba encargada de las Áreas Naturales Protegidas, ahora reemplazada por el Servicio Nacional de Áreas Naturales Protegidas (SERNANP), la Reserva Nacional Pacaya Samiria se estableció sobre tierras que anteriormente habían sido declaradas Zonas Reservadas con el objetivo principal de conservar el paiche (Arapaima gigas).
La Resolución Suprema N° 68 del 2 de junio de 1940 declaró Zona Reservada el área fluvial del río Pacaya desde 500 metros antes de la boca de la cocha del Yanayacu hasta el paraje denominado Zancudo, situado en el cauce del mismo río, para la multiplicación y crianza del mencionado pez.
La Resolución Suprema N° 887 del 23 de octubre de 1944 y la Resolución Suprema n.º 217, dispusieron la ampliación de la Zona Reservada e incluyeron el sistema hidrográfico de los ríos Pacaya y Samiria.
Mediante Decreto Supremo N° 210-68-AG del 10 de octubre de 1968, se decidió el establecimiento de una Reserva Nacional para la conservación integral de los recursos naturales en la cuenca del río Pacaya, en especial el paiche (Arapaima gigas), el lagarto negro (Melanosuchus niger) y el lobo de río (Pteronura brasiliensis), en la cual se prohibió “el aprovechamiento forestal, caza y la pesca por particulares”. El mismo Decreto Supremo declaró Zona de Explotación Piloto de Pesca y Coto Oficial de Caza a la zona del río Samiria, para efectos del aprovechamiento racional de sus recursos naturales.
El 25 de febrero de 1972, el Decreto Supremo N° 06-72-PE declaró zona reservada por el Estado todo el sistema hidrográfico del río Samiria que, conjuntamente con la Zona Reservada del río Pacaya, conformaron la Reserva Nacional Pacaya Samiria. El artículo 2.º de este Decreto Supremo estableció su límite geográfico.
La Reserva Nacional Pacaya Samiria se estableció mediante Decreto Supremo N° 016-82-AG del 4 de febrero de 1982. Gracias a esta norma se amplía la extensión de la reserva nacional a 2'080,000 ha con el objetivo primordial de conservar los recursos de flora y fauna así como las bellezas escénicas características de los bosques tropicales húmedos.

## Objetivos
- Fomentar los estudios de flora y fauna en el área.
- Mejorar y extender la educación sobre el área.
- Interesar a la población local sobre los beneficios de la conservación y el buen manejo de fauna.
- Fomentar y mejorar el uso de los recursos naturales de acuerdo a desarrollo ecológico apropiado.
- Conservar ecosistemas representativos de la selva baja de la Amazonía peruana y preservar su diversidad genética.
- Proteger especies de flora y fauna de la Amazonia que han desaparecido, como el Lagarto negro, lobo de río y paiche.

## Ubicación
Los límites de la Reserva Nacional Pacaya Samiria, se encuentran definidos por el río Marañón al norte y el Ucayali al sur, en la región Loreto, al noreste del Perú.

## Logros
- Se ha generado información sobre fauna y flora silvestre.
- Se han desarrollado metodologías para la recuperación de quelonios acuáticos como la charapa (Podocnemis expansa) y taricaya (Podocnemis unifilis), que se han replicado exitosamente en otras zonas del país.
- Se ha conseguido una significativa recuperación de especies de primates como los monos coto (Alouatta seniculus) y choro (Lagothrix lagotricha), de ungulados, de lobo de río (Pteronura brasiliensis), delfines rosados (Inia geoffrensis) y grises (Sotalia fluviatilis) y otras especies hidrobiológicas.
- Se ha propiciado la conservación y manejo sostenible de especies de palmeras como aguaje (Mauritia flexuosa), yarina (Phytelephas macrocarpa) como tagua o marfil vegetal y huasaí (Euterpe precatoria).
- Se ha logrado involucrar a la población local en el manejo sostenible de recursos como paiche (Arapaima gigas), arahuana (Osteoglossum bicirrhosum), taricaya (Podocnemis unifilis), yarina (Phytelephas macrocarpa) y aguaje (Mauritia flexuosa), propiciando el desarrollo sostenible, disminuyendo la presión sobre estos recursos del área.

## Clima
Puede ser caluroso y húmedo, con temperaturas que suelen superar los 34 °C. Como toda la Amazonía, cuenta con dos estaciones bien definidas: la vaciante, la temporada seca o de estío (de mayo a octubre) es conocida como el verano amazónico por la formación de playas fluviales de arena blanca y la otra es la creciente o temporada de lluvias (de noviembre a abril), conocida como el invierno amazónico. La temperatura media anual oscila entre los 20° y 33 °C. La precipitación pluvial media anual fluctúa entre los 2,000 y 3,000 mm. En la RNPSA se puede registrar temperaturas altas en cualquier época del año pero son más frecuentes en la época de vaciante (julio a setiembre). La mejor temporada para visitar la reserva nacional es entre mayo y enero.

## Hidrografía
Existen dos ríos principales en la reserva: El río Pacaya, tributario del Ucayali, fluye hacia el banco izquierdo del canal de Puinahua. El río Samiria, tributario del Marañon, fluye por el lado derecho de este río. Existen alrededor de 80 lagos. En la confluencia de los ríos Marañón y Ucayali, frente a la comunidad de Mariscal Castilla, nace nominalmente el río Amazonas.

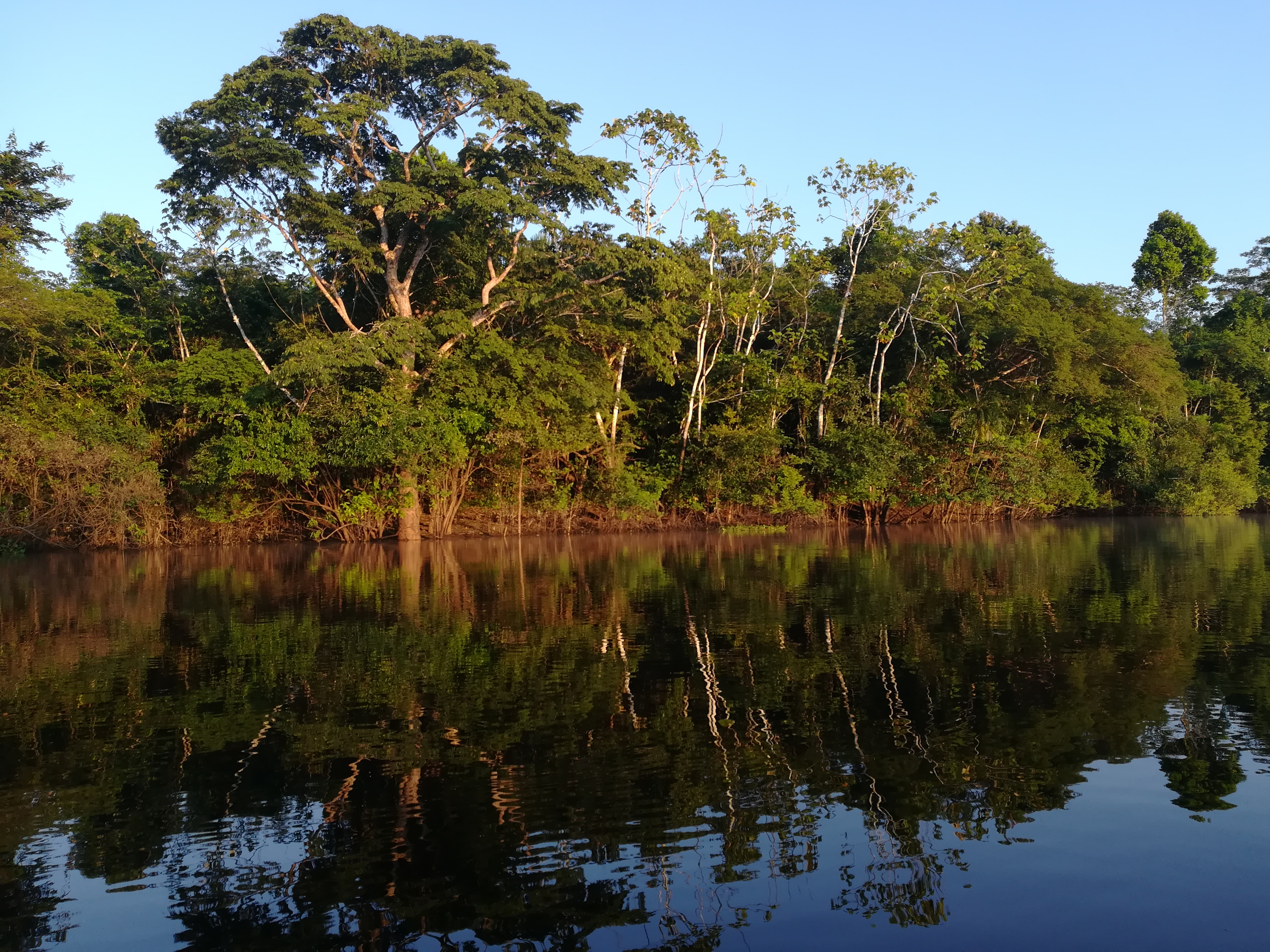
La Reserva Nacional de Pacaya Samiria conocida como la “Selva de los espejos”, preserva ecosistemas representativos de la selva baja y su diversidad genética en la Amazonía peruana.

## Biodiversidad

### Flora
En la Reserva es fácil encontrar grandes extensiones de aguajales, zonas inundadas donde abunda la palmera del aguaje (Mauritia flexuosa), de gran valor para la captura de carbono y especie importante en la cadena trófica de los ecosistemas terrestres y acuáticos.
Especies de árboles maderables o de importancia económica protegidas en la RNPSA: 
- Cedro (Cedrela odorata)
- Cascarilla (Cinchona officinalis)
- Caoba (Maena capimori)
- Cacao (Theobroma cacao)
- Chuchuhuasi (Noxythece sp.).
- Hormiga caspi (Durdia eriophila).
- Huairuro (Ormosia amazonica).
- Lupuna colorada (Cavanillesia hylogeiton).
- Lupuna blanca (Ceiba pentandra)
- Machín sapote (Quararibea bicolor).

### Características de la Fauna
Se ha reportado la presencia de más de 1,025 especies de vertebrados, lo que representa un 27% de la diversidad de estas especies en el Perú y el 36% del total registrado para la Amazonía. Alberga importantes especies de fauna silvestre consideradas como indicadoras del buen estado de conservación de sus territorios, tales como la vaca marina o manatí (Trichechus inunguis),  el delfín rosado (Inia geoffrensis), el delfín gris (Sotalia fluviatilis), el maquisapa frente amarila (Ateles beltzebuth), el lobo de río (Pteronura brasiliensis), el puma (Puma concolor), la sachavaca (Tapirus terrestris), el otorongo o jaguar (Panthera onca), la huangana (Tayassu pecari), el sajino (Tayassu tajacu), el venado colorado (Mazama americana), el maquisapa (Ateles sp.), el coto mono (Alouatta seniculus) y el mono choro (Lagothrix lagothricha).
La fauna ornitológica está constituida por 449 especies, donde destacan las poblaciones de aves relacionadas con los ambientes acuáticos, las cuales también son excelentes indicadoras del estado de conservación de los humedales. Entre ellas destacan la garza blanca (Egretta alba), la garza ceniza (Ardea cocoi), la puma garza (Tigrisoma lineatum), el cushuri (Phalacrocorax brasilianus) y varias especies más. También presenta importates poblaciones de reptiles como la tortuga charapa (Podocnemis expansa), la taricaya (Podocnemis unifilis), el lagarto negro (Melanosuchus niger) y el lagarto blanco (Caiman crocodylus). Los recursos hidrobiológicos son los más importantes de la RNPSA tanto por su papel en los procesos ecológicos como por su valor económico, además son la base de la alimentación de los pobladores locales.
Las principales especies para el consumo humano pueden ser categorizadas en dos tipos: las de gran porte como el paiche (Arapaima gigas), el dorado (Brachyplatystoma rousseauxii), la doncella (Pseudoplatystoma fasciatum) y el pez torre (Phractocephalus hemiliopterus); y las de mediano y pequeño porte como la gamitana (Colossoma macropomum), el sábalo (Brycon melanopterus), la corvina (Plagioscion squamosissimus), el boquichico (Prochilodus nigricans), la palometa (Mylossoma duriventris), entre otras especies muy apreciadas.
Destaca también la presencia de gran cantidad de peces ornamentales para exportación, tales como el zúngaro tigre (Tigrinus peruvianus), la arahuana (Osteoglossum bicirrhosum), la raya (Potamotrygon motoro), el tetra (Hyphessobrycon erythrostigma) y decenas de otras especies.

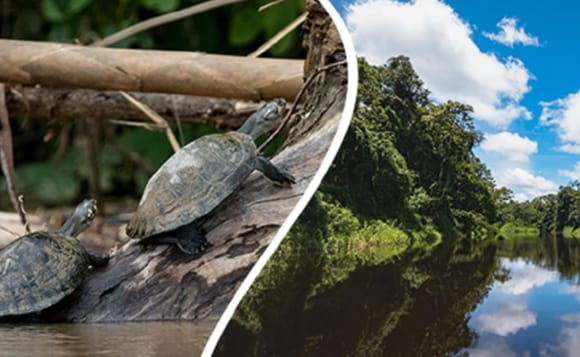
La flora y la fauna de la Reserva Nacional de Pacaya Samiria

## Acceso
La RNPSA es mayormente accesible por flujo de extranjeros desde Nauta, ciudad a dos horas al sur de Iquitos según el (MINCETUR). Existen otros puntos de entrada a la reserva como Lagunas, localidad cercana a Yurimaguas, San Martín de Tipishca y Bretaña.

## Turismo
Actualmente tiene 6 Áreas de Uso Turístico. De ellas, Nauta Caño, Yanayacu-Pucate y Tibilo-Pastococha son las más visitadas por turistas por su cercanía a las ciudades de Iquitos (las dos primeras) y la otra forma de llegar es de Lima a Tarapoto vía aérea y luego vía terrestre a Yurimaguas y luego vía fluvial a Villa Lagunas, puerta de ingreso a la Reserva por el PV12 Tibilo (la tercera).
En las Áreas de Uso Turístico existen grupos organizados de pobladores, dedicados al manejo racional de palmeras amazónicas y a la prestación de servicios turísticos. En relación con el segundo, estos pobladores han sido adecuadamente capacitados por diferentes organizaciones gubernamentales e internacionales para poder armar paquetes turísticos dentro de la RNPSA y otorgar una buena atención y cuidado a los visitantes nacionales y extranjeros. Asimismo, se acondicionaron cómodos refugios con capacidad de albergar una reducida cantidad de visitantes (no mayor a 8), para reducir el impacto.
No es posible entrar a la RNPSA por cuenta propia, siempre es necesario adquirir los servicios de una agencia de viajes autorizada, un albergue, un crucero (barcos de lujo) o contactarse directamente con los grupos organizados dentro de la reserva quienes, a solicitud, pueden recoger al turista en Nauta o Iquitos o por Tarapoto en el Aeropuerto o terminales de bus La inversión para la visita es entre S/.250.00 cuando son en grupo y cuando es uno solo a S/.500.00 Nuevos Soles peruanos por persona por día (aproximadamente de USD 76,21 a 152,41 Dólares estadounidenses), siendo la tarifa más barata la de los grupos locales de turismo (de S/.150 a 350.00 Nuevos Soles) (aproximadamente de USD 45,72 a 106,69 Dólares estadounidenses), Dicha tarifa suele ser todo incluido: transporte de la ciudad al área protegida, alimentación, alojamiento y guiado en la reserva. La tarifa puede reducirse dependiendo del grupo y el tiempo de estadía. El tiempo mínimo requerido para visitar esta área protegida es de 3 días para los que no cuentan con mucho tiempo y se recomienda tomar de 5 - 7 - 13 - 15 días. Asimismo el tour máximo es de 22 días Ingresando por el PV12 Lagunas y tiene salida a Nauta - Iquitos también puede hacer tours de un mes a más días de acuerdo al tiempo del visitante es posible ingresar a la reserva como guardaparque voluntario.

## Temporadas de visita
Es posible visitar la Reserva Nacional Pacaya Samiria durante todo el año. En temporada de creciente (noviembre-abril) se pueden observar aves, monos y animales anfibios, aunque por lo general, las especies se encuentran refugiadas en las restingas (tierras altas no inundables). En temporada de vaciante (mayo-octubre), se forman las playas fluviales donde desovan los quelonios acuáticos, se observan lagartos, taricayas y charapas.
Entre (julio y noviembre) es la temporada de desove de las taricayas. En esta temporada los pobladores organizados en "Grupos de Manejo" arman los llamados “bancos de incubación”, donde colocarán los huevos de estos quelonios para protegerlos, esperar su eclosión y devolución al río, evitando así la recolección indiscriminada. Cabe destacar que existen un límite máximo de redoblamiento que fue establecido sobre la base de estudios, por lo que los huevos sobrantes se destinan al consumo y comercialización por parte de los pobladores. Esto debido a que no es posible la liberación excesiva de una sola especie en el medio natural puesto que la Amazonía tiene un frágil equilibrio.
Los huevos eclosionan en noviembre, siendo un espectáculo impresionante para propios y extraños.

## Voluntariado
La Reserva Nacional Pacaya Samiria cuenta con un programa de voluntariado administrado por la jefatura del área natural protegida (dependiente a su vez del SERNANP). Uno de los requisitos para extranjeros es tener un manejo intermedio del castellano hablado. Para acceder al programa será necesario contactarse con la jefatura de la reserva nacional. El voluntario convivirá con los guardaparques y apoyará en la realización de sus labores capacitando a las comunidades locales, ejecución de los programas de manejo de recursos naturales, etc.